# Млинувка (притока Вісли)
Млинувка (пол. Młynówka) — річка в Польщі, у Цешинському повіті Сілезького воєводства. Ліва притока Вісли, (басейн Балтійського моря).

## Опис
Довжина річки приблизно 8,44 км, найкоротша відстань між витоком і гирлом — 6,81 км, коефіцієнт звивистості річки — 1,24 . Формується багатьма безіменними струмками і частково каналізована.

## Розташування
Бере початок на північно-схіній сторні від Малої Чанторії. Тече переважно на північний схід через місто Устронь і впадає у річку Віслу.

## Цікавий факт
- У місті Устронь на лівому березі річки за 313 м розташована залізнична станція Устронь.